# Arboridia erythrina
Arboridia erythrina är en insektsart som beskrevs av Thapa 1989. Arboridia erythrina ingår i släktet Arboridia och familjen dvärgstritar.
Artens utbredningsområde är Nepal. Inga underarter finns listade i Catalogue of Life.